# Lauri Rechardt
Lauri Fredrik Rechardt (ur. 24 kwietnia 1965 w Helsinkach) – fiński żeglarz sportowy.

## Życiorys
Pływał w klasie Finn. Wystąpił w niej na igrzyskach olimpijskich w 1988 w Seulu zajmując 9. miejsce.
W latach 1985–1990 startował w mistrzostwach świata w klasie Finn. Najwyżej został sklasyfikowany w 1987 – na 7. pozycji.
Olimpijczykiem był również jego brat Esko, który zwyciężył w klasie Finn na igrzyskach olimpijskich w 1980 w Moskwie.